# King-Wai Yau
King-Wai Yau (en chinois 游景威), né le 27 octobre 1948 à Guangzhou, est un neuroscientifique américain d'origine chinoise, professeur émérite de neurosciences à la faculté de médecine de l'université Johns Hopkins à Baltimore, dans le Maryland.

## Biographie
King-Wai Yau est né à Guangzhou (alors appelé Canton). Sa famille a déménagé à Hong Kong quelques mois après sa naissance. 
King-Wai Yau fréquente les écoles secondaires du Buddhist Wong Fung Ling College (en) et du Collège Saint-Paul à Hong Kong puis étudie à la faculté de médecine de l'Université de Hong Kong. Il part pour les États-Unis en 1968. Il obtient un bachelor en physique à l'université de Princeton en 1971 et un doctorat en neurobiologie à l'université Harvard en 1975, sous la direction de John G. Nicholls, un ancien élève de Bernard Katz. Il est chercheur postdoctoral auprès de Denis A. Baylor à l'université Stanford, puis d'Alan Lloyd Hodgkin à l'université de Cambridge, au Royaume-Uni. Par la suite, il devient professeur de la branche médicale de l'université du Texas à Galveston (1981-1986), et professeur de physiologie et de biophysique en 1985. En 1986, il devient professeur de neurosciences et chercheur au Howard Hughes Medical Institute (1986-2004) de la faculté de médecine de l'université Johns Hopkins, où il est actif depuis.

## Contributions scientifiques
King-Wai Yau est connu pour ses découvertes sur la façon dont la lumière et l’odeur sont détectées par l’œil et le nez en déclenchant des signaux neuronaux transmis au cerveau. Il a contribué à élucider les propriétés des réponses à la lumière et leurs mécanismes de phototransduction sous-jacents dans les bâtonnets et les cônes rétiniens, ainsi que dans les cellules ganglionnaires rétiniennes intrinsèquement photosensibles qui expriment le photo-pigment, la mélanopsine, pour assurer principalement la vision non-image comme le réflexe photomoteur et le photoentraînement du rythme circadien. Il a également étudié la transduction olfactive dans les neurones récepteurs de l’épithélium olfactif nasal. Ses recherches sur l’activité spontanée des pigments en bâtonnets et en cônes ont fourni une explication physico-chimique du fait que la vision ne s’étend pas aux longueurs d’onde infrarouges.

## Sociétés scientifiques
King-Wai Yau est membre de l'Académie nationale des sciences et de l'Académie nationale de médecine, membre de l'Académie américaine des arts et des sciences, ainsi que membre de l'Academia sinica de Taiwan.

## Prix et distinctions (sélection)
- 1978 : Boursier de la Fondation Alfred P. Sloan
- 1980 : Chercheur invité, Trinity College, Cambridge, Royaume-Uni
- 1980 : Prix Rank en opto-électronique, Fonds du Prix Rank, Royaume-Uni
- 1993, Prix Friedenwald[4], Association pour la recherche en vision et en ophtalmologie (ARVO)
- 1994 : Prix Alcon en recherche sur la vision, Institut de recherche Alcon
- 1995 : Membre de l'Académie américaine des arts et des sciences
- 1996 : Prix Magnes, Université hébraïque de Jérusalem
- 2005 : Prix Alcon en recherche sur la vision (deuxième fois), Institut de recherche Alcon
- 2006 : Prix Balazs de la International Society of Eye Research (ISER)
- 2008 : Prix Vision António de Sommer Champalimaud, de la Fondation Champalimaud, Portugal
- 2010 : Membre de l'Académie nationale des sciences
- 2012 : Prix Chanchlani de recherche sur la vision mondiale de l'Institut national canadien pour les aveugles (INCA), Canada
- 2013 : Prix Alexander-Hollaender en biophysique[5] de l'Académie nationale des sciences
- 2016 : Prix international Paul Kayser pour la recherche sur la rétine (ISER)
- 2017 : Prix Daniel Nathans de l'innovation scientifique, Faculté de médecine de l'université Johns-Hopkins
- 2018 : Membre de l'Académie nationale de médecine
- 2019 : Prix Helen Keller pour la recherche sur la vision, Fondation Helen Keller et Fondation BrightFocus
- 2019, Prix Vision Beckman-Argyros[6]
- 2022, Membre de l'Academia sinica, Taïwan